# Llibreria Xoc
Xoc va ser una llibreria situada al passeig de Fabra i Puig, al barri de Vilapicina a Barcelona nascuda com una eina per la defensa de la cultura catalana i la lluita pels drets de la classe treballadora. Dirigida per Conxa Torrent i Murall, va obrir en 1972 i va tancar en 2007.
Malgrat la migradesa del seu espai i la seva ubicació allunyada del centre de la ciutat, arribà a ser un espai de referència cultural de primer ordre, molt ben dotada de llibres de fons així com de totes les novetats amb una especial cura cap a les edicions en català.
En els seus primers anys compartí l'espai amb joguines educatives i discos, per esdevenir a finals dels setanta la primera llibreria-bar de Barcelona, però sempre amb els llibres com a prioritat.
L'espai es convertí en un lloc de trobada de la gent del barri així com escenari per on presentaren llibres o pronunciaren conferències els més importants personatges de la cultura catalana contemporània. La llibreria també dedicà un espai d'art i les seves parets no ocupades pels prestatges veieren exposicions reeixides d'artistes plàstics novells i de primera fila, pintors, escultors, ceramistes i fotògrafs entre un llarg etc. Va arribar a ser llegendària la seva Aigua de València servida cada divendres, influint decisivament en la popularització d'aquest còctel a la ciutat de Barcelona.